# Ramo de palmeira

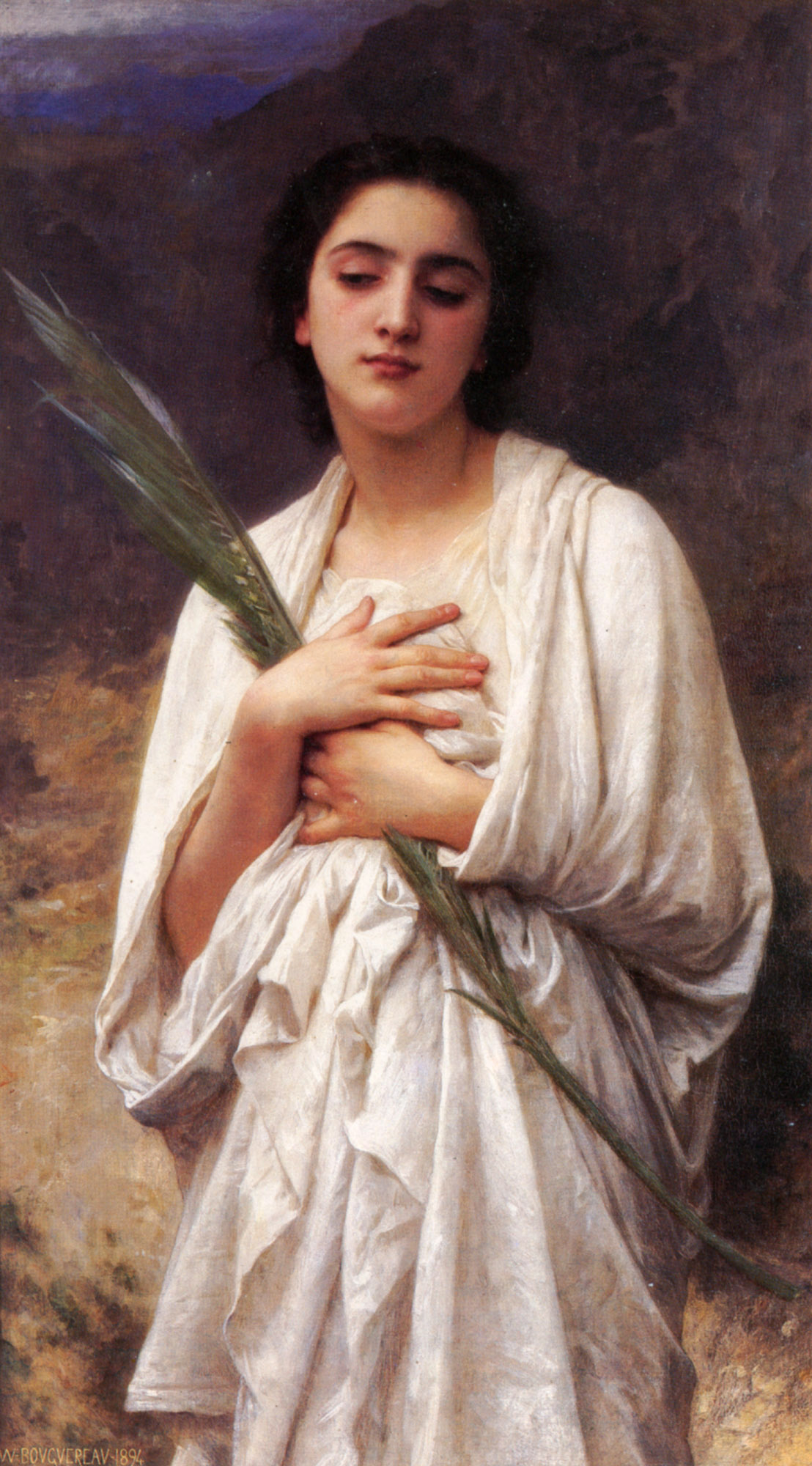
A folha de palmeira por William-Adolphe Bouguereau (1825-1905), retrato de uma mulher não identificada num vestido antigo

O ramo de palmeira é um símbolo da vitória, do triunfo, da paz e da vida eterna originários do antigo Oriente Próximo e do mundo mediterrâneo. A palmeira (Phoenix) era sagrada nas religiões mesopotâmicas, e no antigo Egito representava a imortalidade. No judaísmo, o lulav, uma folhagem fechada da tamareira faz parte do festival de Sucot. Um ramo de palmeira foi concedido a atletas vitoriosos na Grécia antiga, e uma folha de palmeira ou a árvore em si é um dos atributos mais comuns da vitória personificada na Roma antiga.
No cristianismo, o ramo de palmeira está particularmente associado ao Domingo de Ramos, quando, de acordo com os quatro evangelhos canônicos, ramos de palmeiras foram balançados na entrada triunfal de Jesus em Jerusalém. Foi adotado na iconografia cristã para representar a vitória dos mártires, ou a vitória do espírito sobre a carne.
Como uma vitória sinaliza o fim de um conflito ou competição, a palmeira se transformou em um símbolo de paz, um significado possível no Islã, onde é frequentemente associado ao Paraíso.
A palmeira aparece em várias bandeiras ou selos representando países ou outros lugares, com o coqueiro associado aos trópicos.

## Antiguidade

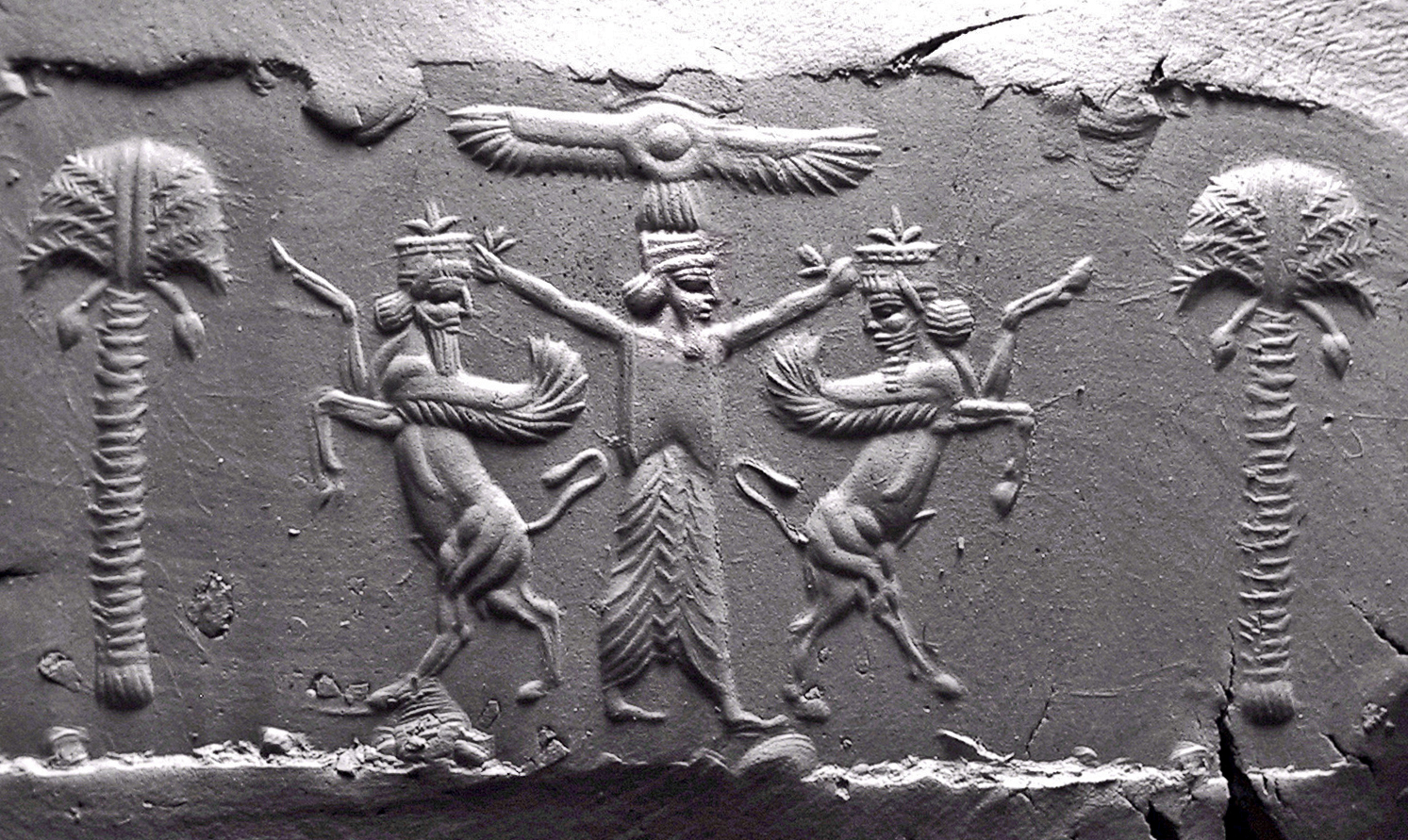
Palmas em uma impressão de selo aquemênida, século V a.C.. A iconografia da palmeira era comumente usada pelos antigos babilônios

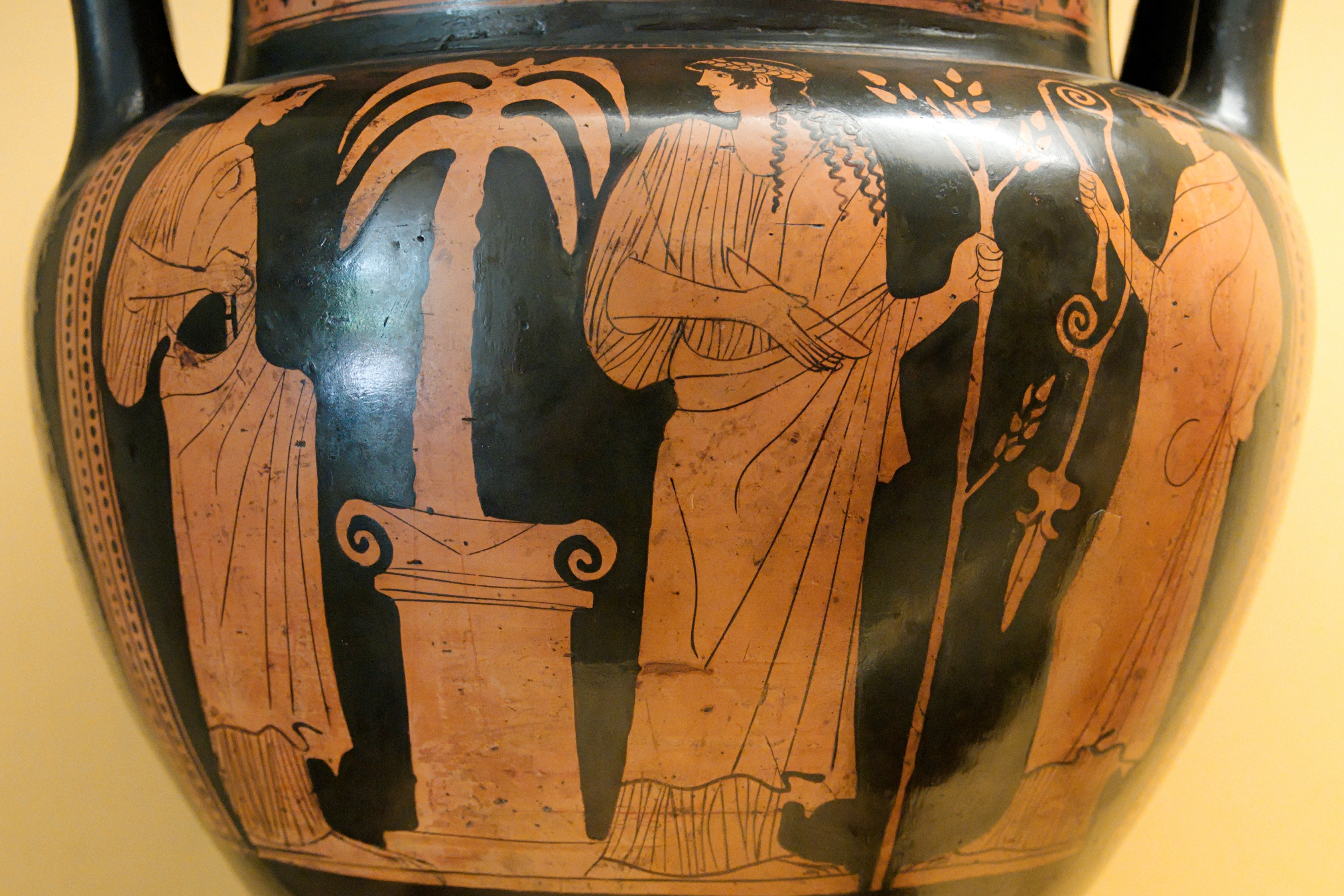
Apolo segurando um ramo de louro e taça de libação, ao lado de uma palma que representa o seu nascimento em Delos (Pintor Comacchio, cerca de)

Na religião assíria, a palmeira é uma das árvores identificadas como a Árvore Sagrada conectando o céu, representado pela coroa da árvore e a terra, a base do tronco. Relevos do século IX a.C. mostram gênios alados segurando folhas de palmeira na presença da Árvore Sagrada. Está associado à deusa Istar e é encontrado no Porta de Istar. Na antiga Mesopotâmia, a tamareira pode ter representado a fertilidade em humanos. Acreditava-se que a deusa mesopotâmica Inana, que tinha um papel no ritual do casamento sagrado, tornava os encontros mais abundantes. As hastes das palmeiras representavam vida longa para os antigos egípcios, e o deus Huh era frequentemente mostrado segurando uma haste de palma em uma ou ambas as mãos. A palma era levada em procissões funerárias egípcias para representar a vida eterna. O Reino de Nri (ibo) usou o omu, uma folha de palmeira tenra, para sacralizar e restringir. Alguns argumentam que a palma no poema parta Drakht-e Asurig serve como uma referência à fé babilônica.
A palma era um símbolo da Fenícia e apareceu em moedas púnicas. No grego antigo, acreditava-se que a palavra para palmeira, phoinix, estava relacionada ao etnônimo.
Na Grécia arcaica, a palmeira era um signo sagrado de Apolo, que nascera sob uma palmeira na ilha de Delos. A palma tornou-se assim um ícone da Liga de Delos. Em reconhecimento à aliança, Cimão de Atenas ergueu uma estátua de bronze de uma palmeira em Delfos como parte de um monumento de vitória comemorativo da Batalha do Eurimedonte (469/466 a.C.). Além de representar a Liga vitoriosa, a palma de bronze (phoinix) foi um trocadilho visual da frota fenícia derrotada. De 400 a.C. em diante, um ramo de palmeira foi concedido ao vencedor em competições atléticas, e a prática foi levada a Roma por volta de 293 a.C.

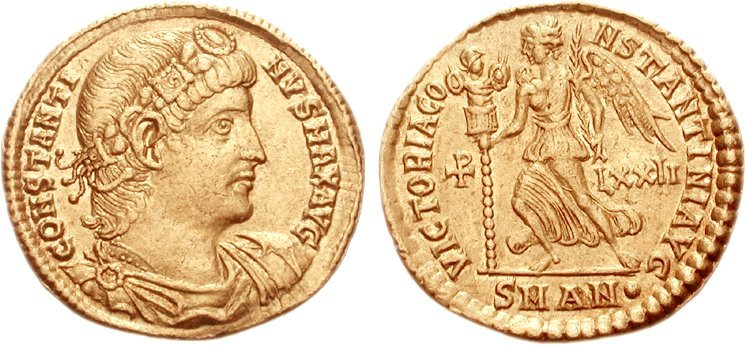
Soldo (335-336) de Constantino I, o primeiro imperador cristão, com a vitória segurando uma palma e um troféu militar ao lado de um cristograma

A palma tornou-se tão intimamente associada à vitória na cultura romana antiga que a palavra latina palma poderia ser usada como uma metonímia para "vitória", e era um sinal de qualquer tipo de vitória. Um advogado que ganhou seu caso no fórum decoraria sua porta da frente com folhas de palmeira. O galho de palmeira ou árvore tornou-se um símbolo da deusa Vitória, e quando Júlio César assegurou sua ascensão ao poder com uma vitória em Farsalos, uma palmeira deveria ter surgido milagrosamente no Templo de Nike, a deusa grega equivalente a Vitória (em Trales), mais tarde conhecida como Cesareia, na Ásia Menor. A toga palmata era uma toga ornamentada com um tema de palmeira; foi usada para celebrar um triunfo militar apenas por aqueles que tiveram um triunfo anterior. A própria toga era a vestimenta do civil em paz e era usada pelo triunfante para assinalar o abandono das armas e a cessação da guerra. O uso da palma neste cenário indica como o significado original de "vitória" sombreado em "paz" como o resultado da vitória.

Moedas emitidas sob o governo de Constantino I, o primeiro imperador cristão, e seus sucessores continuam a exibir a iconografia tradicional da vitória, mas muitas vezes combinada com o simbolismo cristão, como os cristogramas. O senador romano Símaco, que tentou preservar as tradições religiosas de Roma sob o domínio cristão, é retratado em um díptico de marfim com um ramo de palmeira em um triunfo alegórico sobre a morte. 

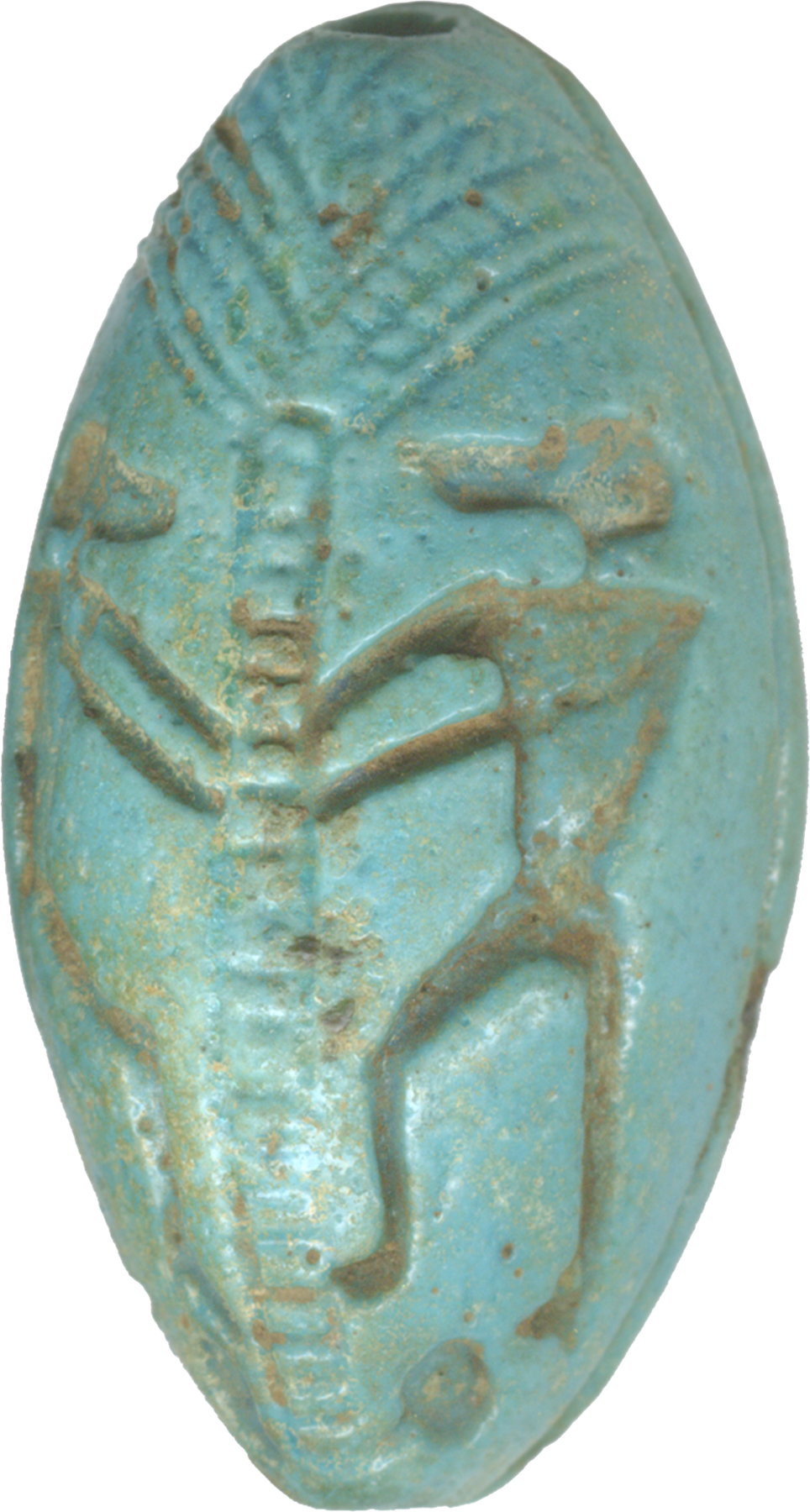
Macaco ao lado de uma palmeira, simbolizando a ascensão diária do deus sol, em uma conta amulética egípcia (ca. 1300 a.C.)
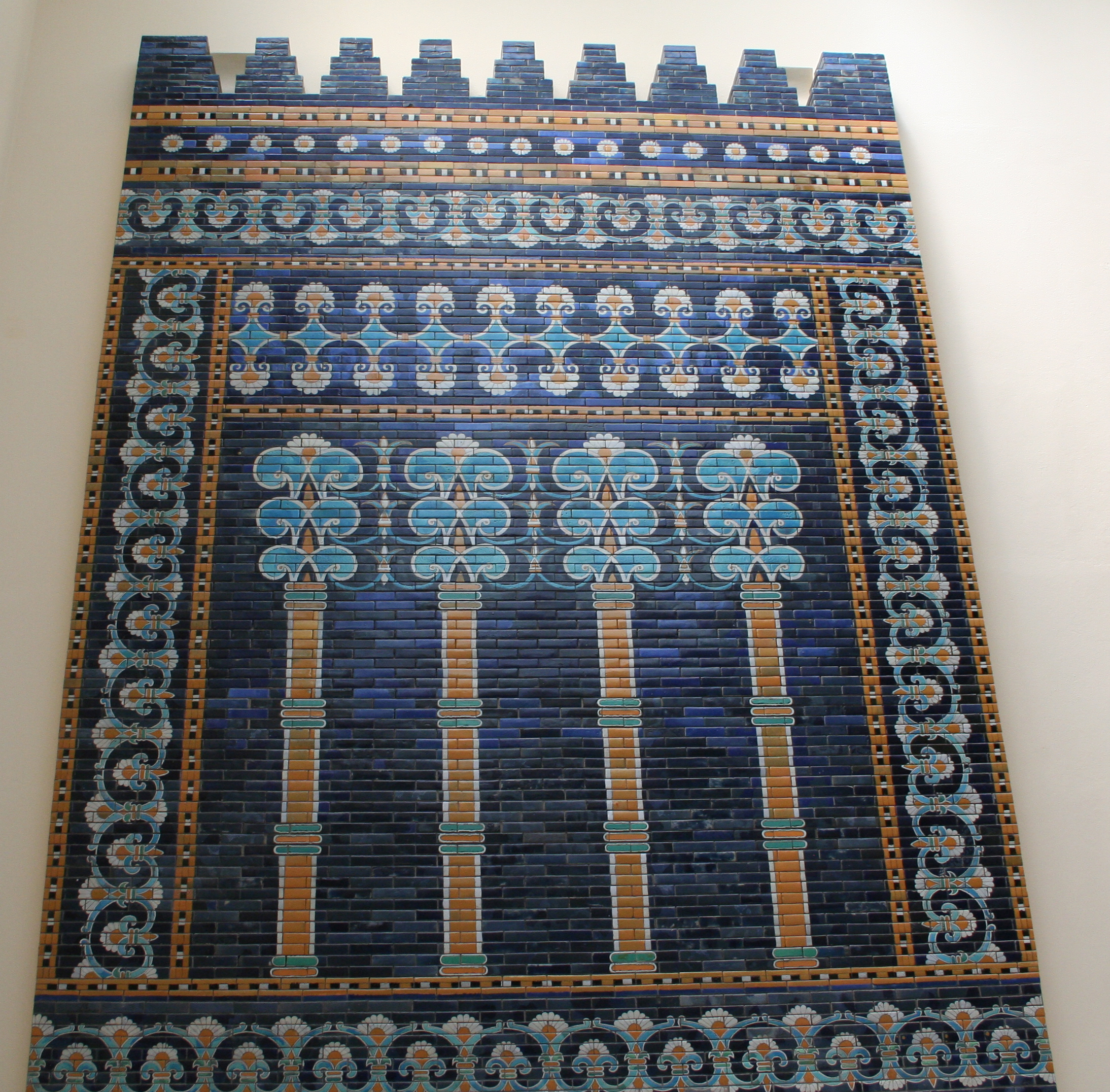
Palmas estilizadas no Porta de Istar, Babilônia (ca. 575 a.C.)
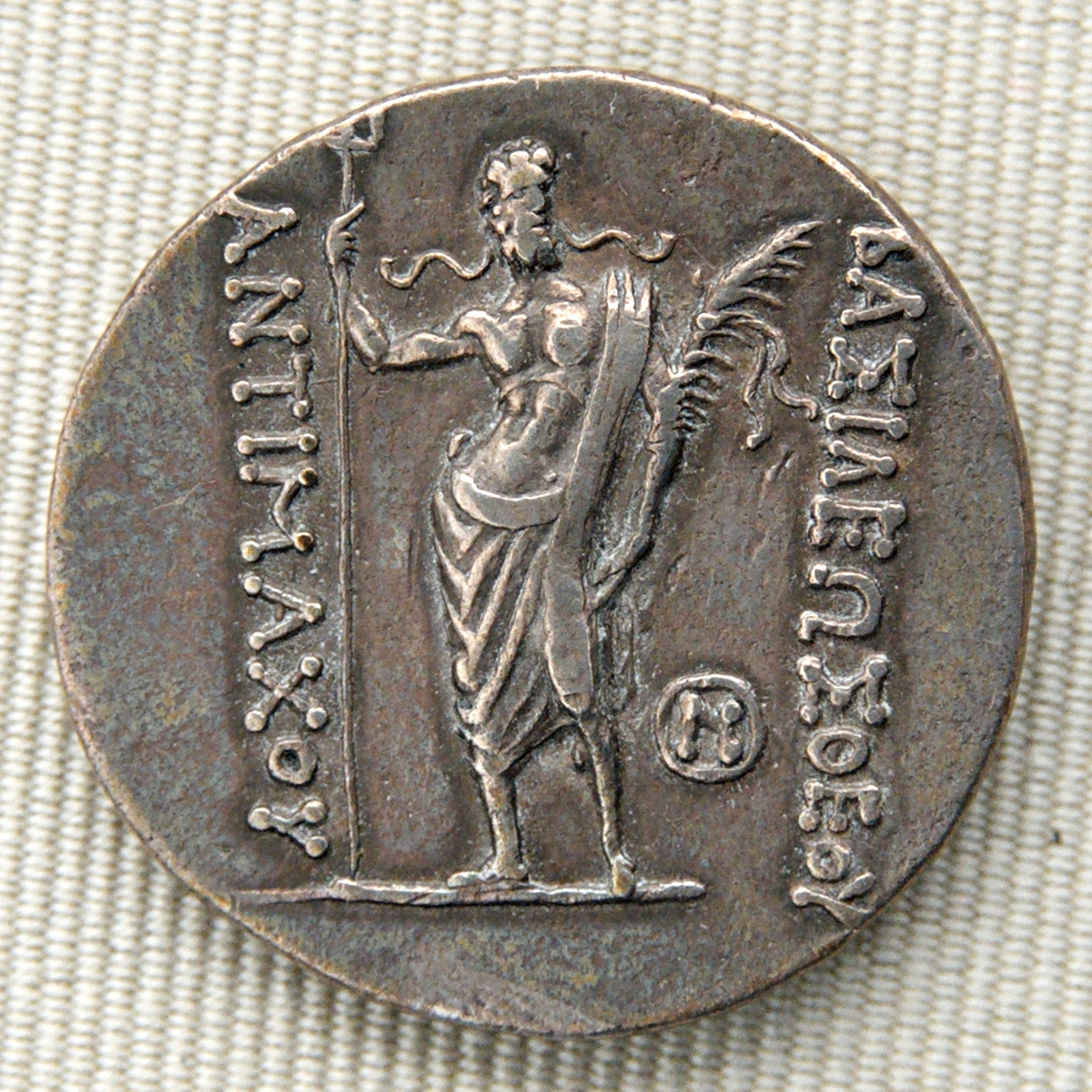
Poseidon segurando um ramo de palmeira no reverso de um tetradracma de Antímaco I Teo, rei de Báctria (século II a.C.)
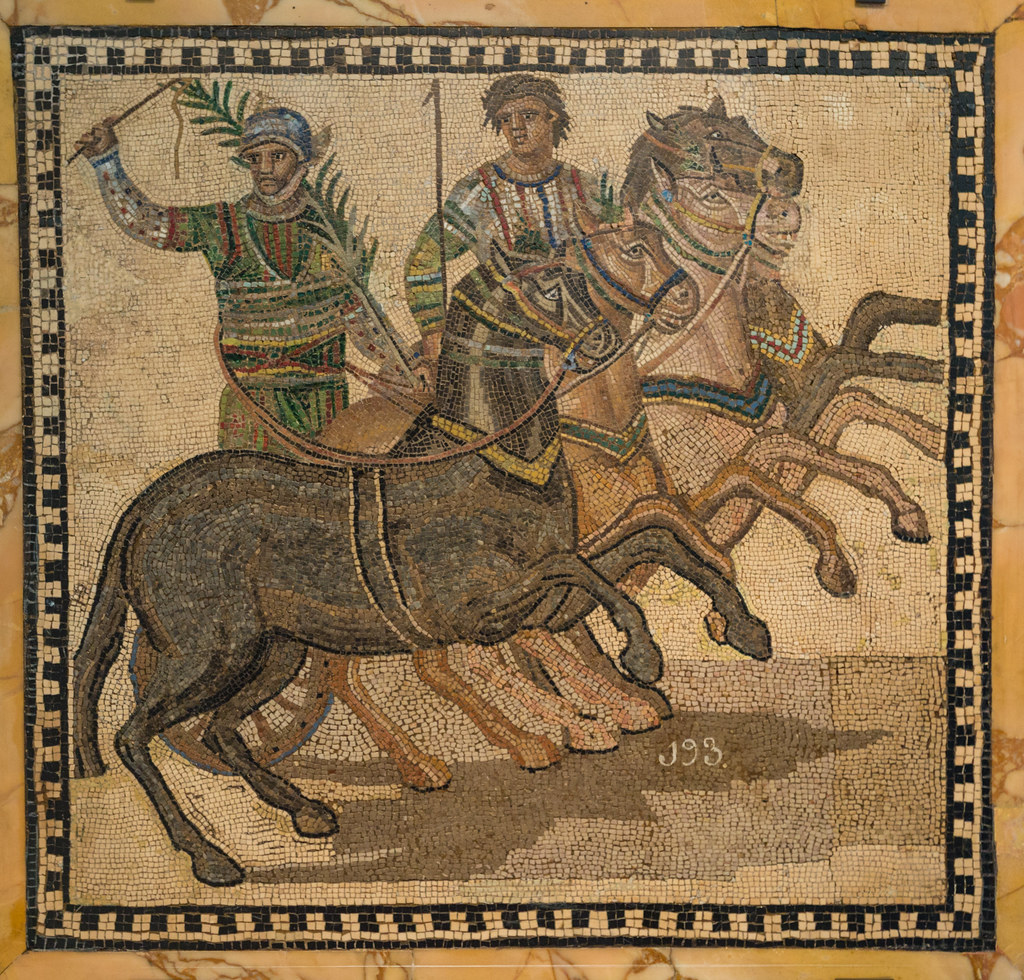
Charioteer vitorioso segurando um ramo de palmeira em um mosaico romano
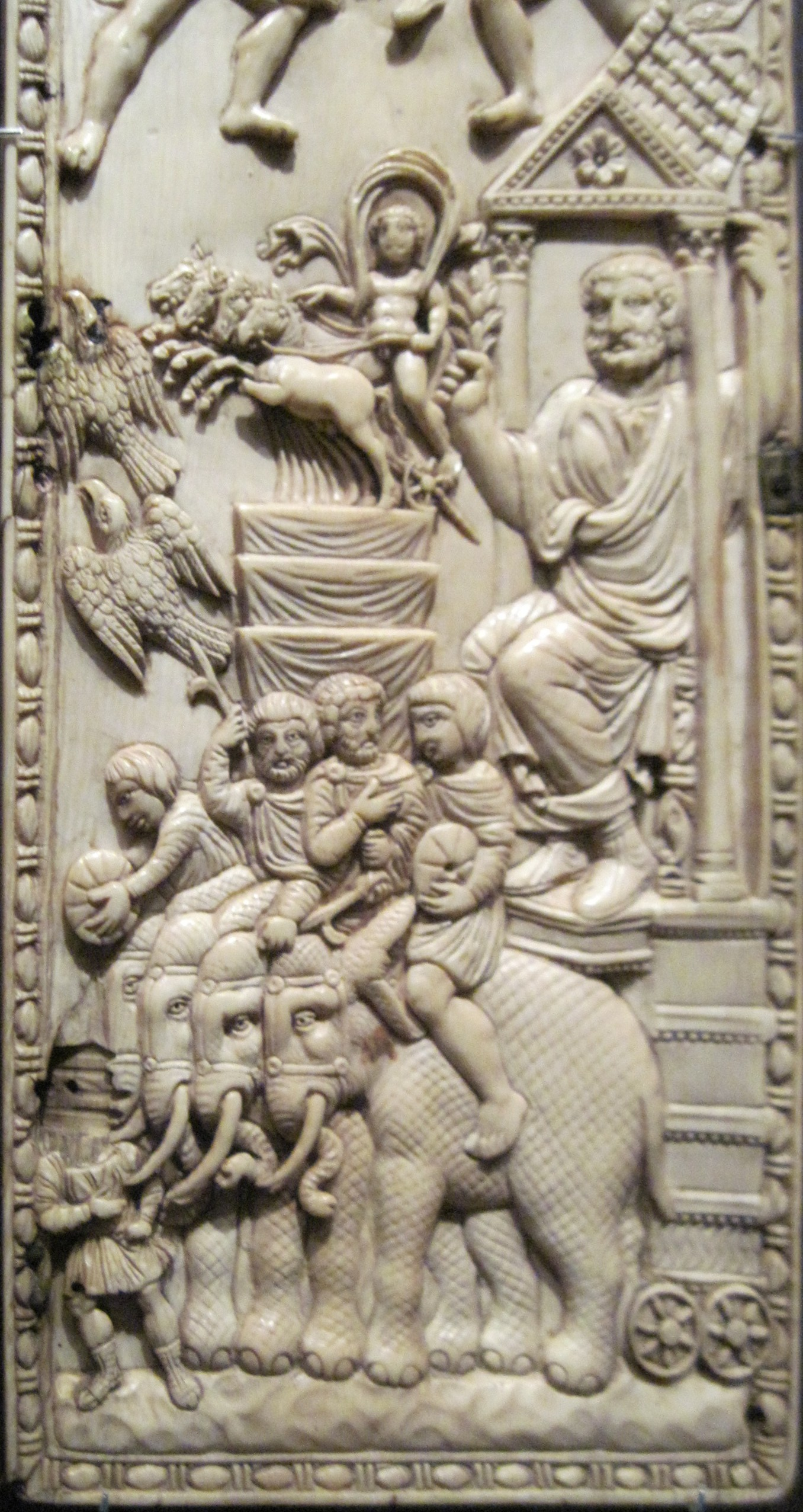
Símaco levando a palmeira do triunfo sobre a morte (século IV)

## Judaísmo

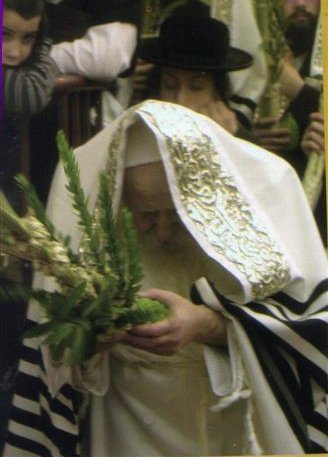
O Tosher Rebbe de Montreal, Canadá acenando as Quatro Espécies durante o Halel

No judaísmo, a tamareira (Lulav) é uma das quatro espécies usadas nas orações diárias na festa de Sucot. É vinculada ao hadass (murta) e aravah (salgueiro). O Midrash observa que a ligação das Quatro Espécies simboliza o desejo de unir os quatro "tipos" de judeus a serviço de Deus.
Durante o Império Romano, a tamareira representou a Judeia e sua fecundidade para romanos e judeus. Fontes romanas louvam a tâmara como o produto da província. A tamareira era uma imagem frequente da Judeia na cunhagem imperial, mais notavelmente na série Iudaea Capta, quando o troféu militar típico é substituído pela palmeira. A palma também aparece em pelo menos uma moeda de asmoneia em cunhagem emitida em 38-39 por Herodes Antipas. Os ornamentos de palma são encontrados também nos ossários judaicos.
Em 1965, sementes de tamareira da Judeia datadas de cerca de 2000 anos de idade foram recuperadas durante escavações no palácio de Herodes, o Grande, em Massada, em Israel. Em 2005, algumas das sementes foram plantadas. Uma delas cresceu e foi apelidada de "Matusalém".

## Cristandade

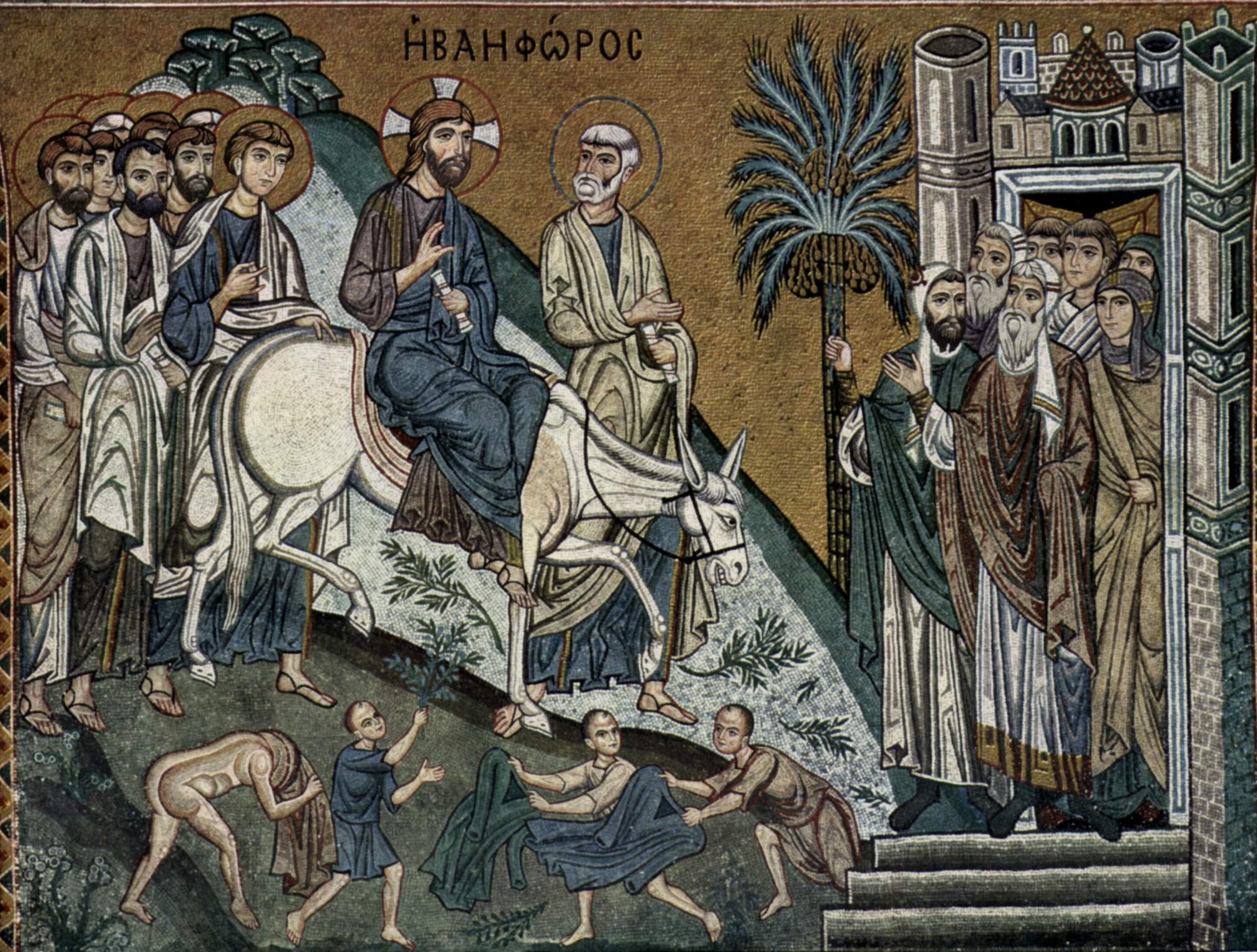
Entrada triunfal em Jerusalém em um mosaico de Palermo, ca. 1150

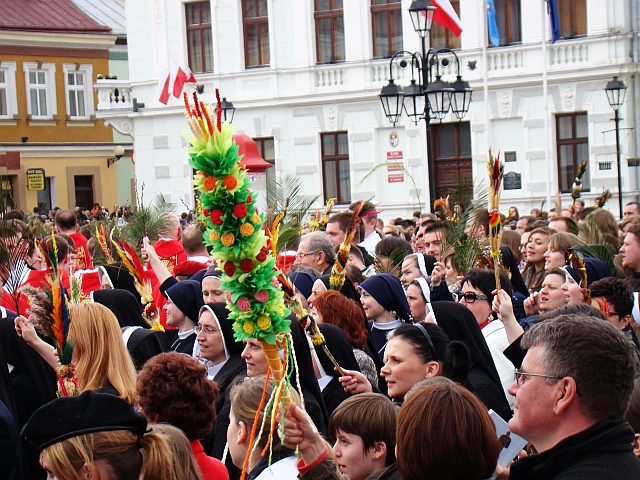
Palmeiras carregadas no Domingo de Ramos, 2011, em Sanok, Polônia

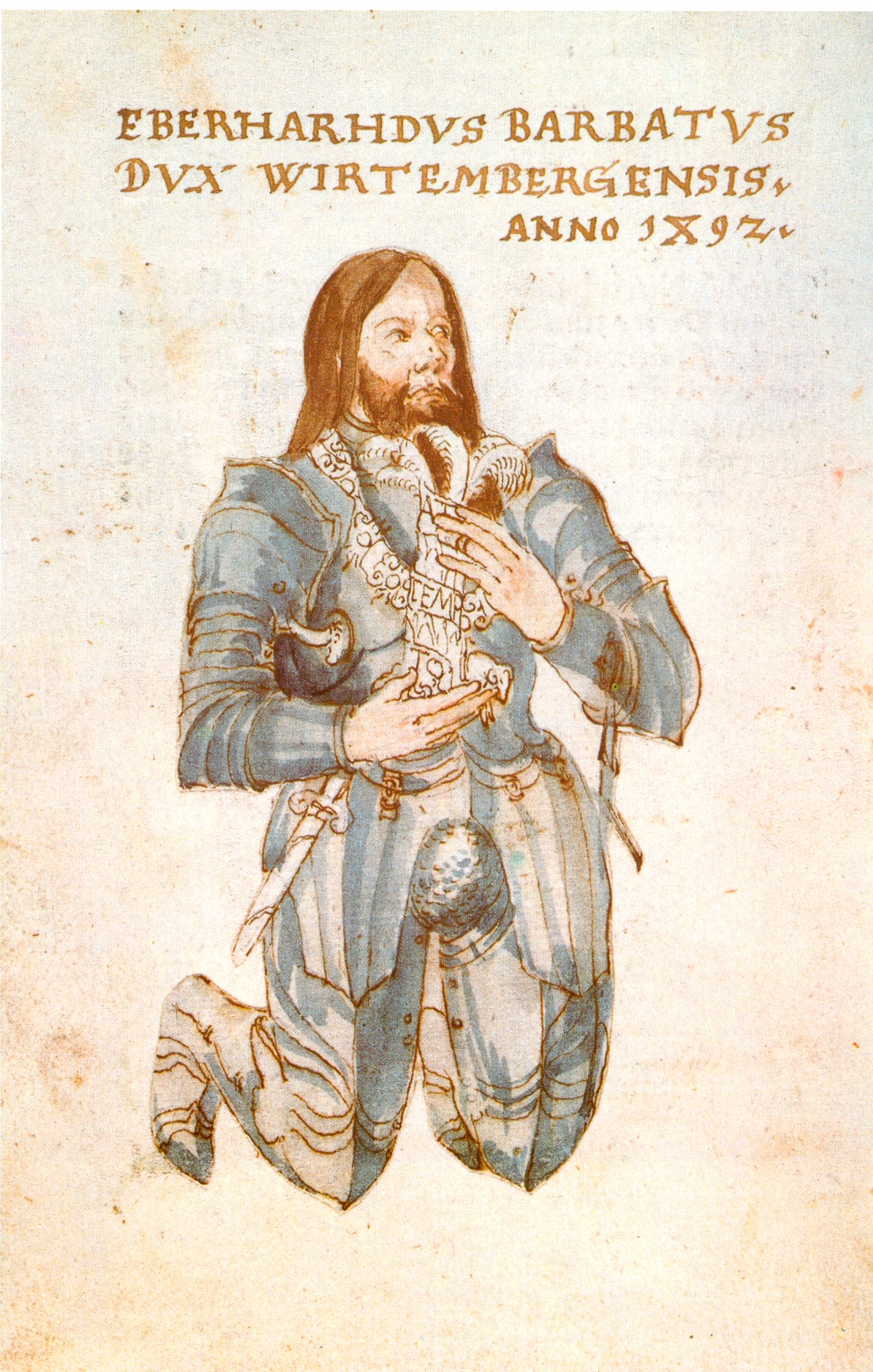
Everardo I de Württemberg (1492). O duque escolheu uma palma como seu símbolo pessoal em comemoração de sua peregrinação a Jerusalém em 1468, quando se tornou um cavaleiro do Santo Sepulcro

No cristianismo contemporâneo, os galhos de palmeiras do Domingo de Ramos originam-se da entrada triunfal de Cristo em Jerusalém. Os primeiros cristãos usavam o ramo de palmeira para simbolizar a vitória dos fiéis sobre os inimigos da alma, como no festival do Domingo de Ramos celebrando a entrada triunfal de Jesus em Jerusalém. Na arte cristã ocidental, os mártires eram frequentemente mostrados segurando uma palmeira como um símbolo, representando a vitória do espírito sobre a carne. Além disso, acreditava-se que a imagem de uma palmeira em um túmulo significava que um mártir estava enterrado ali.
Orígenes chama a palma (em Joana, XXXI) de símbolo da vitória na luta empreendida pelo espírito contra a carne. Neste sentido, era especialmente aplicável aos mártires, os vencedores por excelência sobre os inimigos espirituais da humanidade; daí a ocorrência freqüente nos atos dos mártires de expressões como "ele recebeu a palma do martírio". Em 10 de abril de 1688, a Congregação dos Ritos decidiu que a palma, quando encontrada nas tumbas de catacumbas, deveria ser considerada uma prova de que um mártir havia sido enterrado ali. Posteriormente, esta opinião foi reconhecida por Mabillon, Muratori, Bento XIV e outros como insustentável; outras investigações mostraram que a palma foi representada não apenas em tumbas da era pós-perseguição, mas também em tumbas daqueles que não praticavam o cristianismo.
O significado geral da palma nos primeiros monumentos cristãos é ligeiramente modificado de acordo com sua associação com outros símbolos, como por exemplo, o monograma de Cristo, o Ichthus (peixe) ou o bom pastor. Em alguns monumentos posteriores, a palma foi representada apenas como um ornamento que separa duas cenas. As palmeiras também representavam o céu, evidenciadas pela arte antiga, muitas vezes retratando Jesus no céu entre as palmas das mãos.
Na Idade Média, os peregrinos da Terra Santa trariam de volta palmas para depositar em suas igrejas domésticas. Os lutadores em uma cruzada carregariam ou usariam uma imagem de um ramo de palma, vista hoje na Ordem Católica do Santo Sepulcro, que ainda premia com a condecoração da Palma de Jerusalém. Além disso, a Custódia da Terra Santa, cortesia da Igreja Católica, confere à cidade a peregrinação de Jerusalém aos peregrinos católicos.

### Galeria de Palmas dos Manuscritos dos Mártires

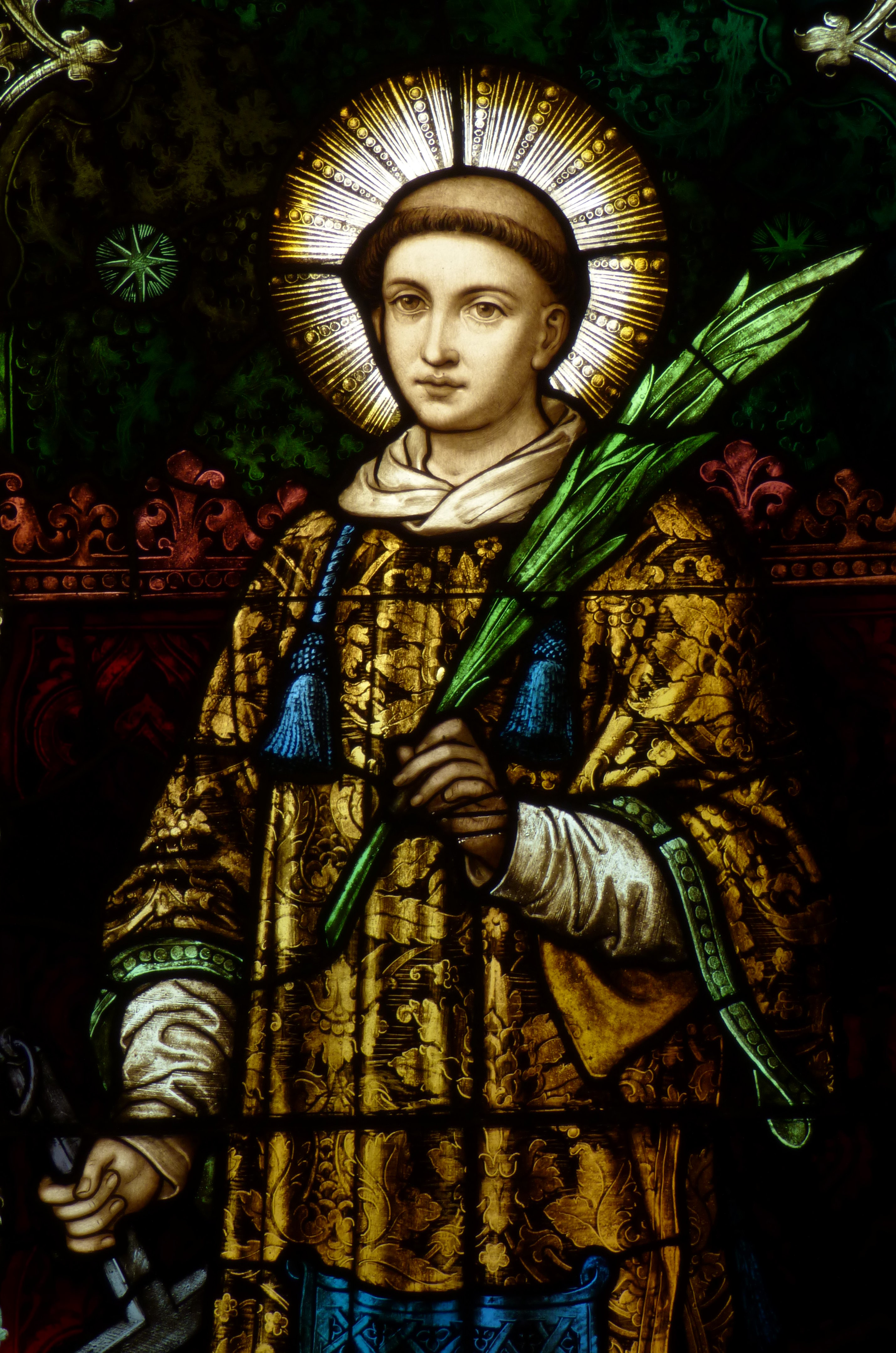
São Lourenço, segurando a Palma do Mártir
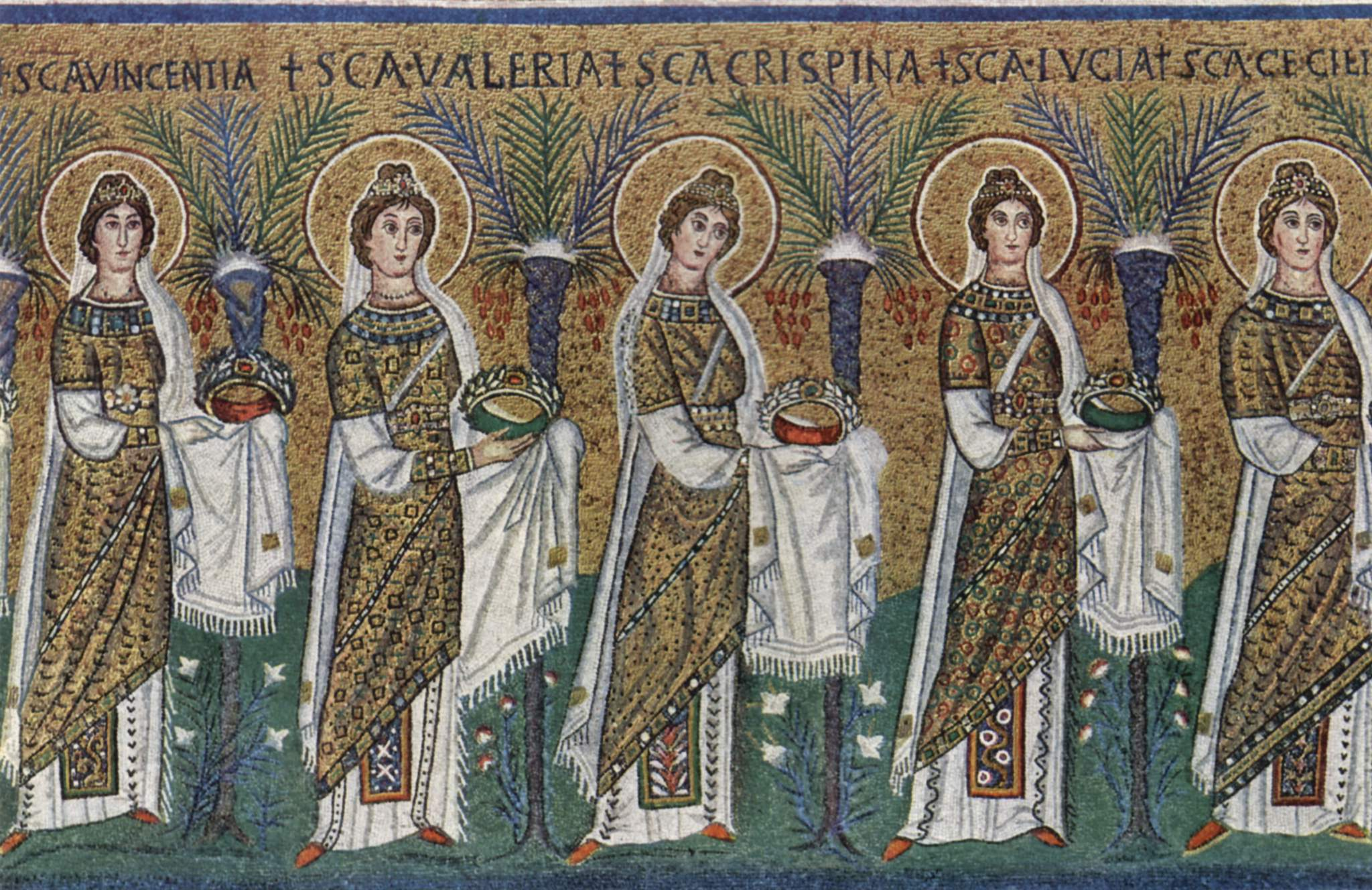
Procissão de mártires virgens portando coroas de flores, com as palmas das mãos para trás (Basílica de Santo Apolinário Novo em Ravena, antes de 526 dC)
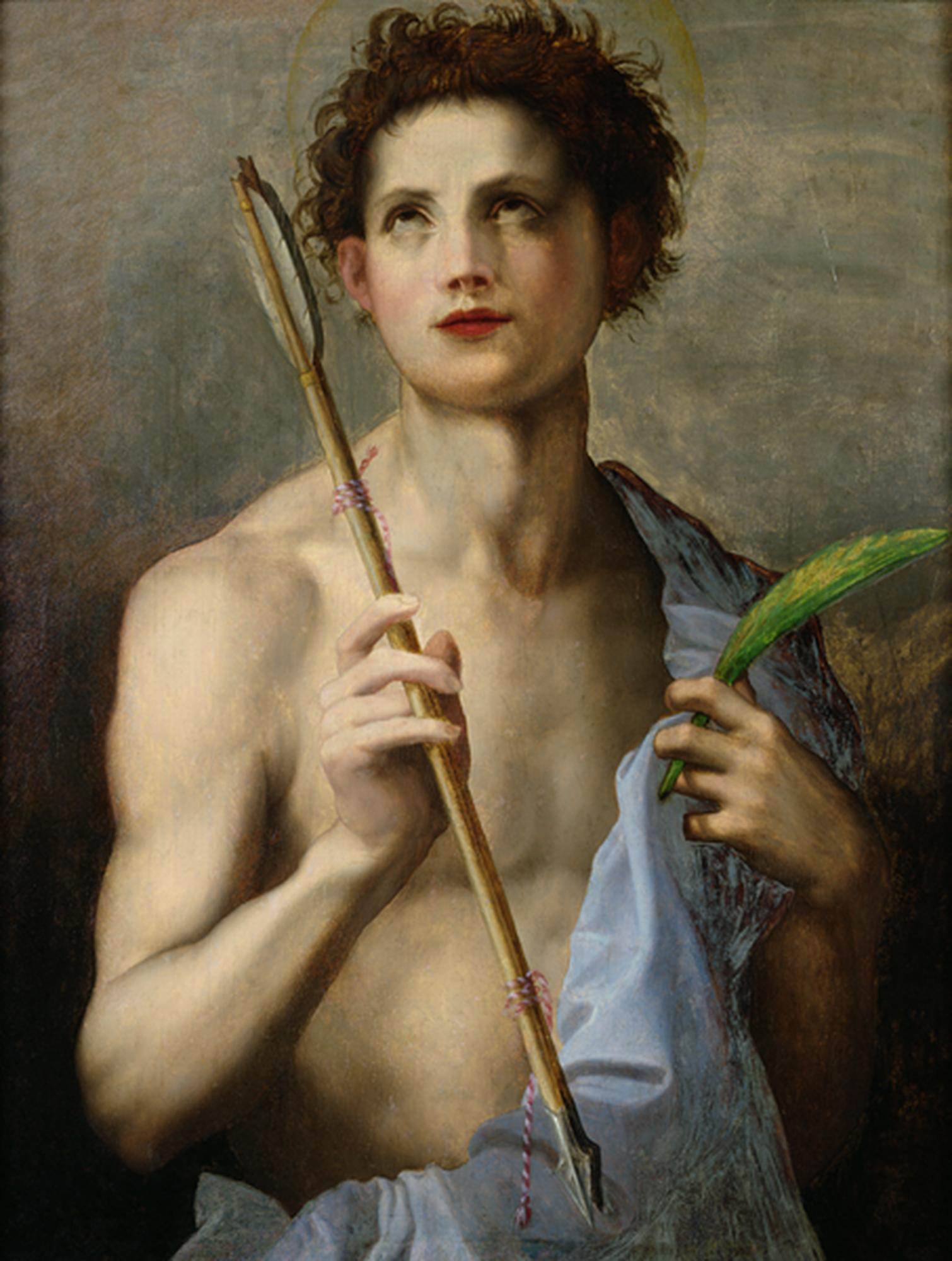
São Sebastião segurando duas flechas e a Palma do Mártir de Andrea del Sarto (início do século XVI)
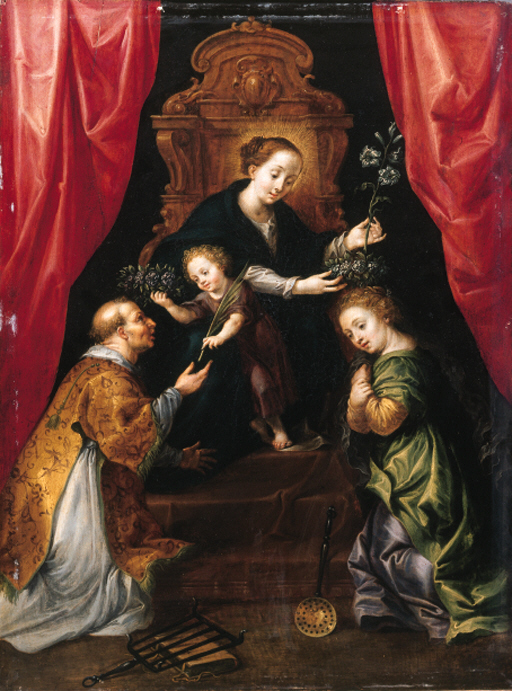
São Lourenço entrega ao Menino Jesus um ramo de palmeira (Maarten Pepyn, 1668)
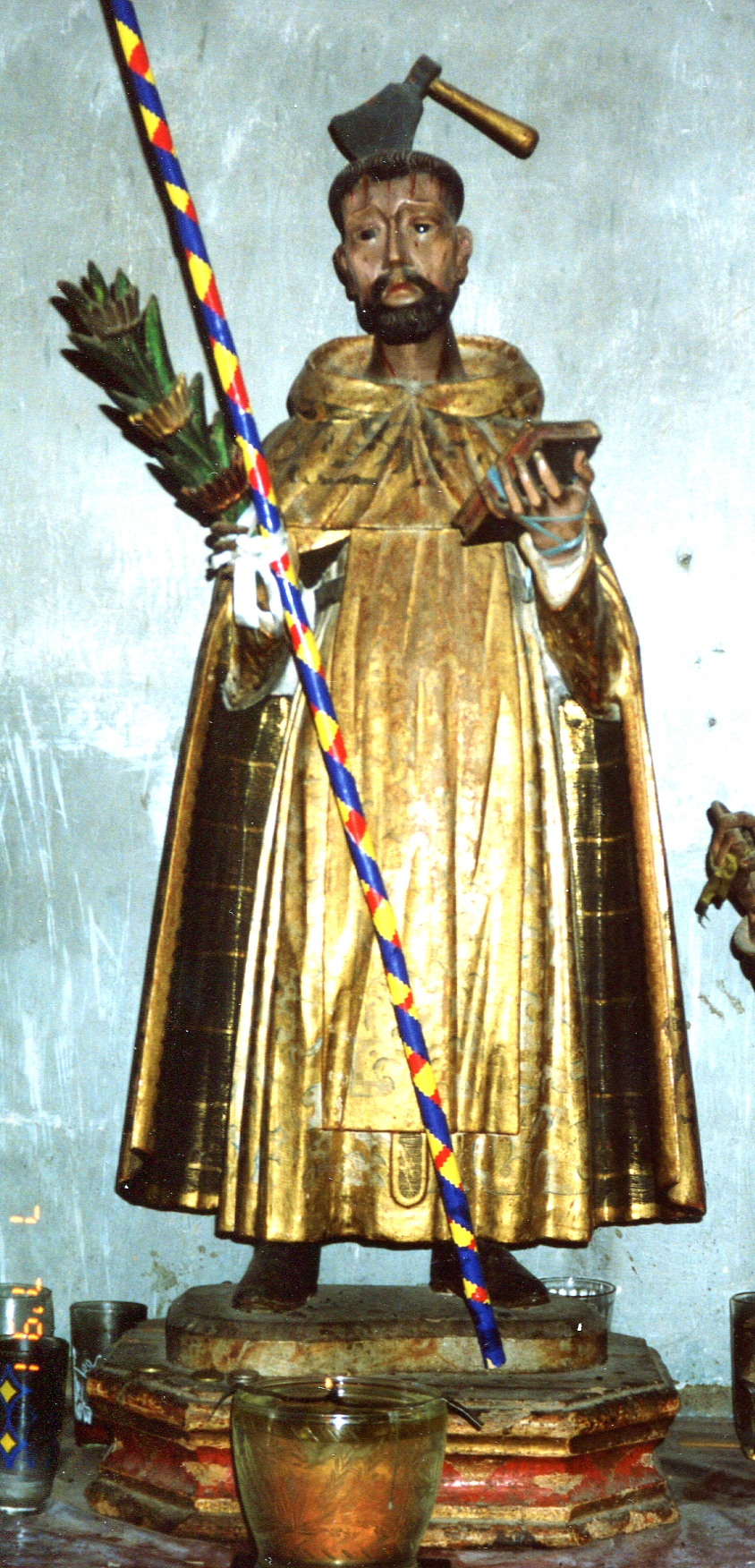
São Pedro Mártir, na igreja de Santo Domingo Díaz Ordaz, Oaxaca, México

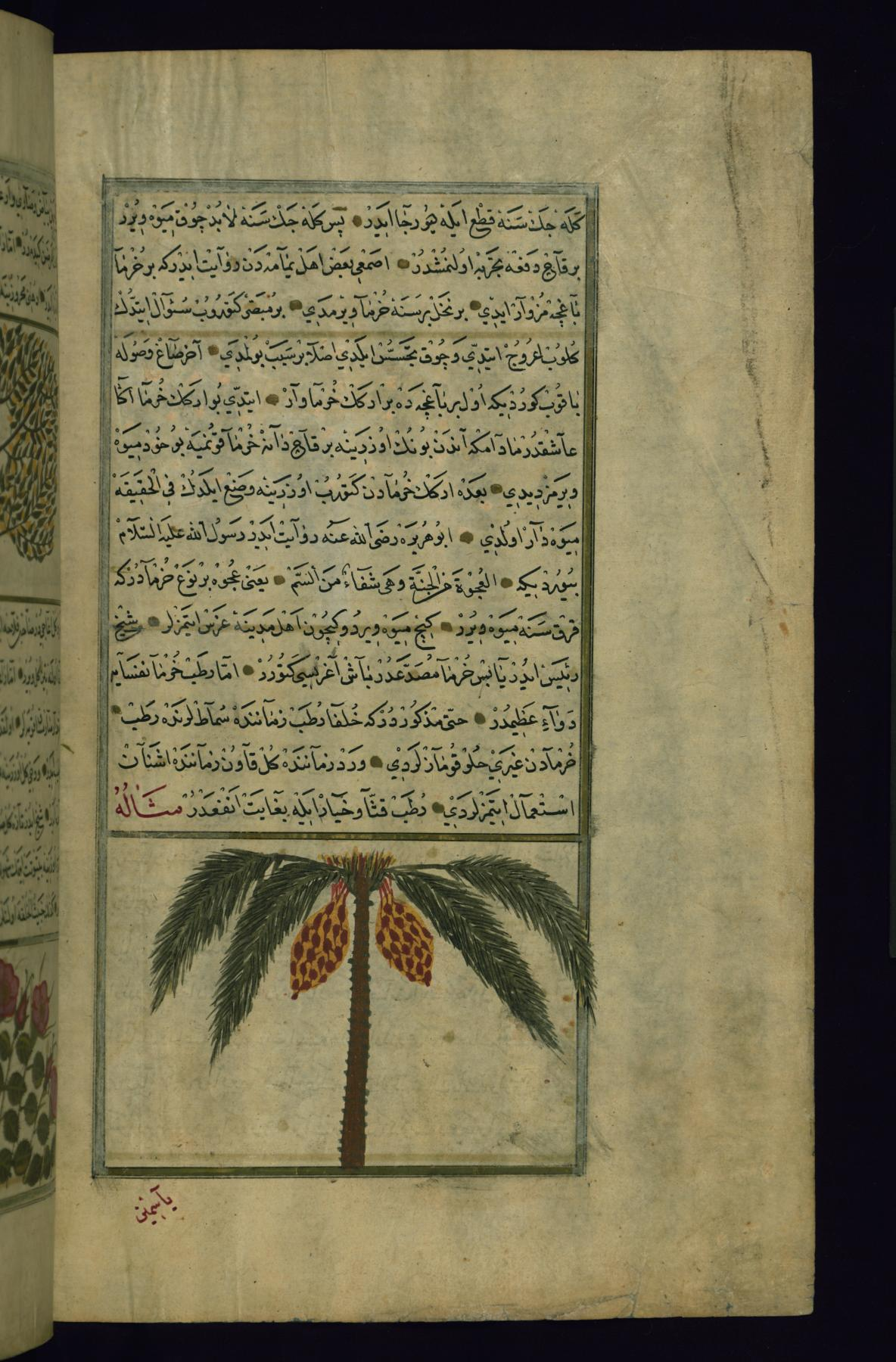
Uma palmeira (1717) pelo ilustrador otomano Muhammad ibn Muhammad Shakir Ruzmah-'i Nathani

## Islamismo
A palma é ricamente significativa na cultura islâmica, e a palma simboliza repouso e hospitalidade em muitas culturas do Oriente Médio. A presença de palmeiras ao redor de um oásis mostrava que a água era o presente de Alá. No Alcorão, a palmeira aparece nas imagens paradisíacas do Jardim (Jannah). Em uma tradição profética, o Domo da Rocha ficará em uma palmeira que sai de um dos rios do Paraíso. Conta-se que Maomé construiu sua casa a partir de uma palmeira, encostou-se em uma palma enquanto falava, e levantou a primeira mesquita como um telhado colocado em palmeiras.
O primeiro muezin subiu em palmeiras para chamar os fiéis à oração, da qual o minarete se desenvolveu. No Alcorão (19: 16-34), diz-se que Maria deu a luz a Jesus sob uma tamareira.
No norte do Sudão, a palma doum é o símbolo da resistência (doum), e particularmente do santo muçulmano que deu seu nome a Wad Hamid. A palmeira também aparece em várias moedas de estados islâmicos, por exemplo, a edição de 1 dinar da Tunísia em 1970, em homenagem à Organização das Nações Unidas para Alimentação e Agricultura, e várias moedas iraquianas da década de 1970.

## Uso moderno
O lema latino de Lord Nelson é Palmam qui meruit ferat: "Que ele carregue a palma que mereceu". O lema foi adotado por inúmeras outras organizações, incluindo a University of Southern California.
Hoje, a palma, especialmente o coqueiro, é um símbolo de uma ilha paradisíaca tropical. Aparecem palmas nas bandeiras e selos de vários lugares de onde eles são nativos, incluindo os de Malta, Haiti, Paraguai, Guam, Flórida, Polônia, Austrália e Carolina do Sul. Ela também apareceu na bandeira da breve República Tripolitana (1918–1923), embora não tenha sido mantida em bandeiras líbias posteriores.
O símbolo do ramo de palma está incluído no MUFI : ⸙ (2E19, 'Palm Branch' em Unicode).
Em árabe, o termo Fog al-Nakhal (فوق النخل), que literalmente se traduz como "acima das palmeiras", é uma expressão usada para indicar euforia, satisfação ou felicidade forte.

### Bandeiras e selos

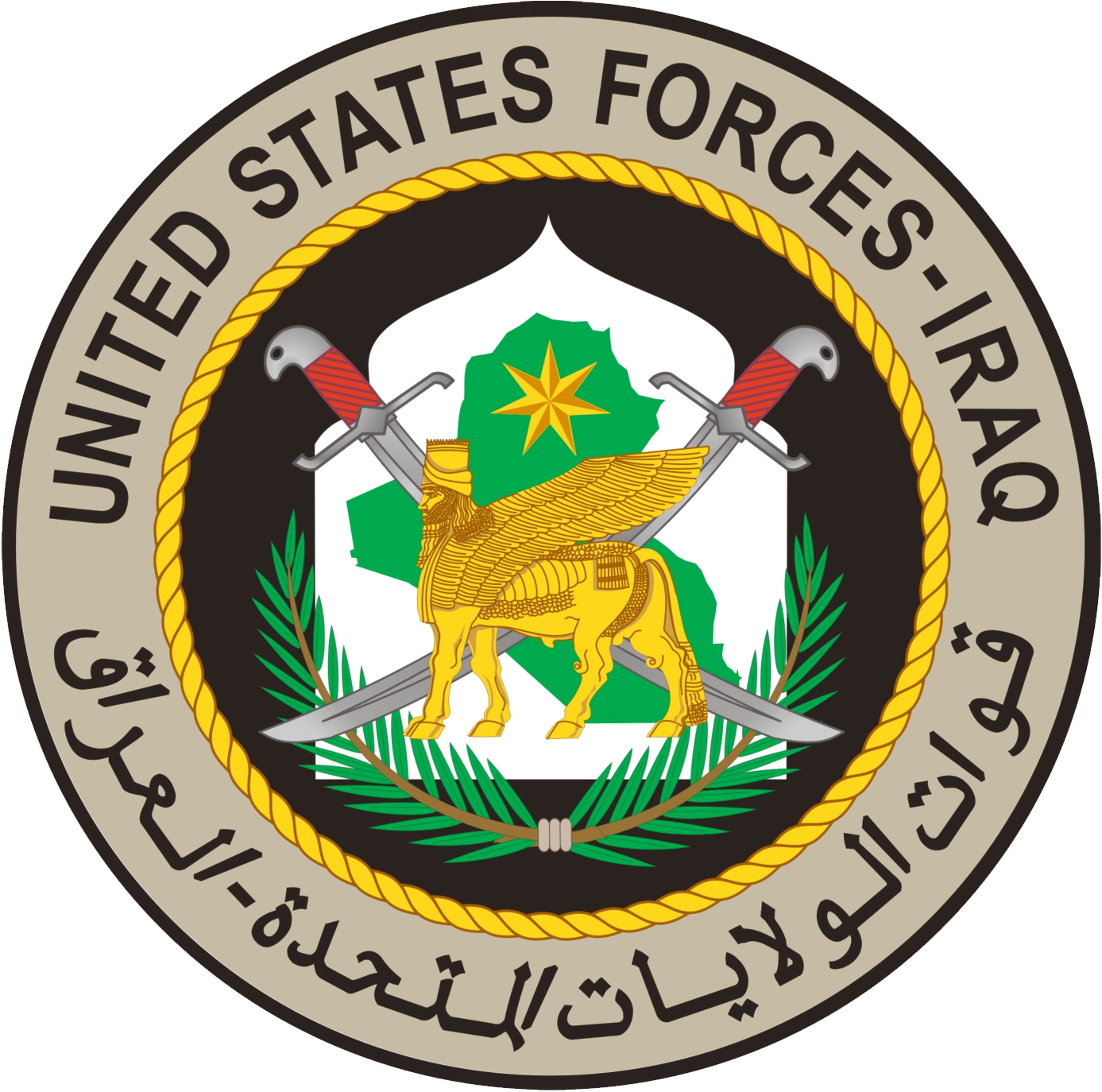
Patch de combate para as Forças dos Estados Unidos - Iraque: as folhas de palmeira devem representar a paz e a prosperidade, abaixo do Lamassu que contém o patrimônio cultural mesopotâmico
Brasão maltês
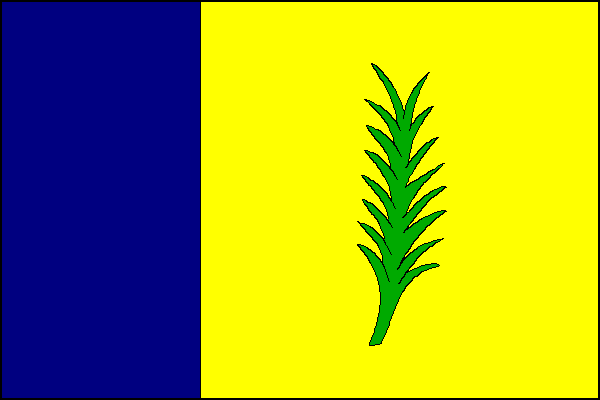
Bandeira da aldeia de Drnovice, República Checa
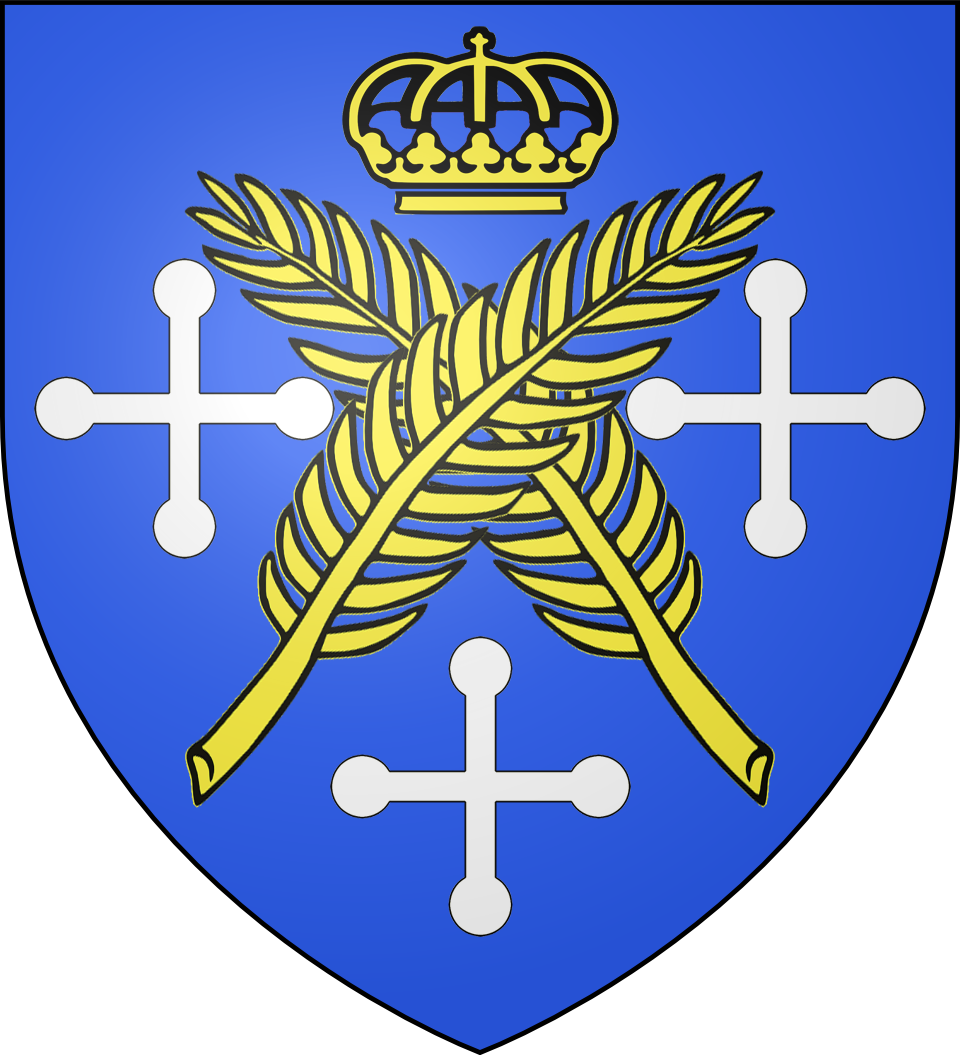
Brasão de Saint-Étienne, França
Brasão de Fiľakovo, Eslováquia

### Alegorias da vitória e da paz

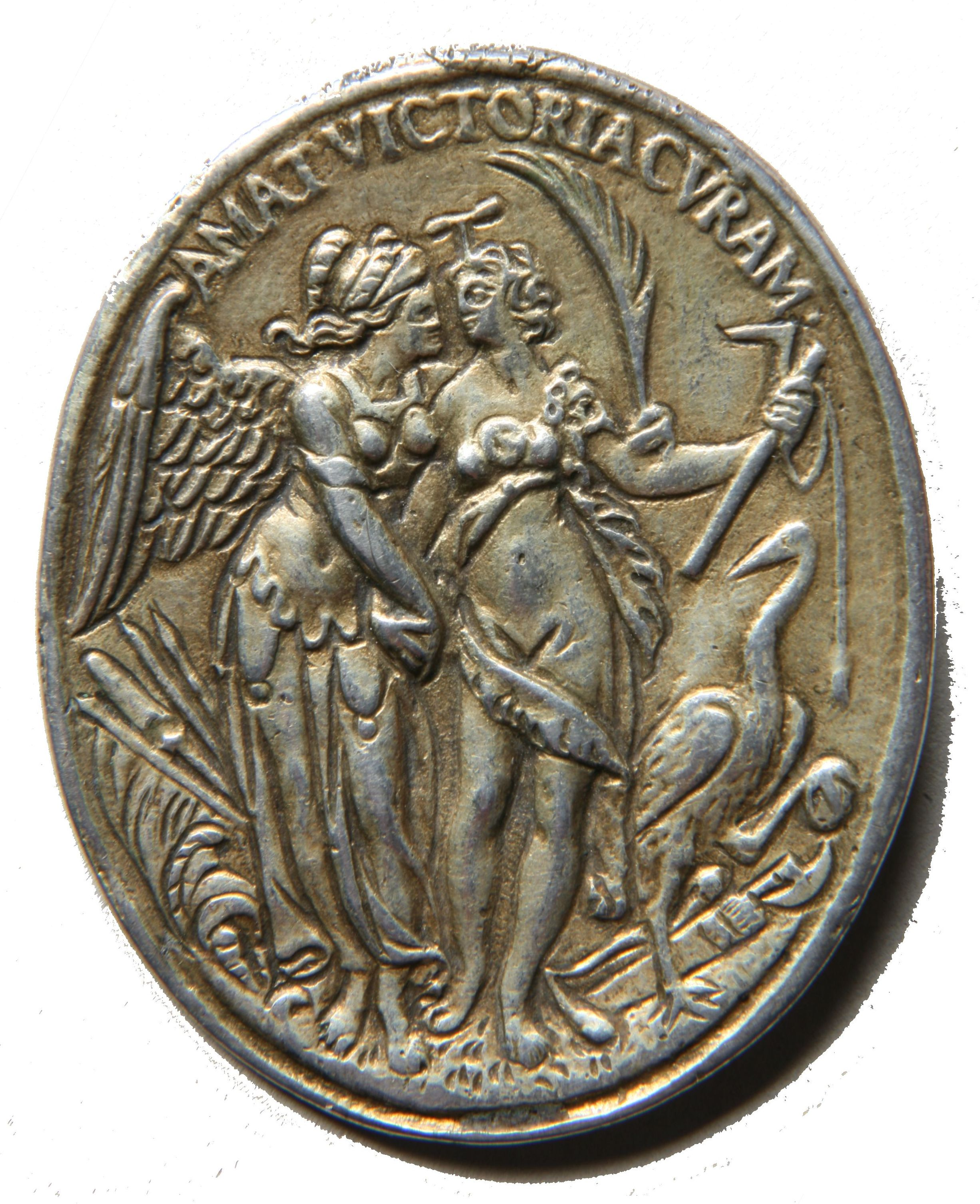
Medalha de Matias, Sacro Imperador Romano-Germânico (início dos anos 1620), com Vitória armada segurando uma palma e abraçando Prudence
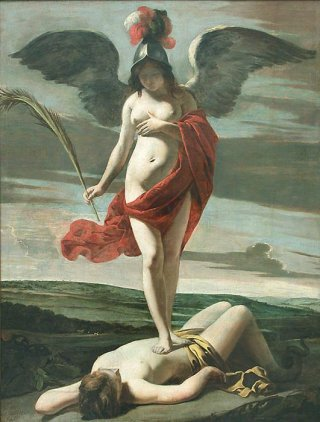
Alegoria da Vitória (ca. 1635), de Mathieu Le Nain: a "estranhamente grave e casta imodesta" Vitória[34] segura um galho de palmeira e pisoteia uma figura identificada diversas vezes como Engano, Intriga ou Rebelião.
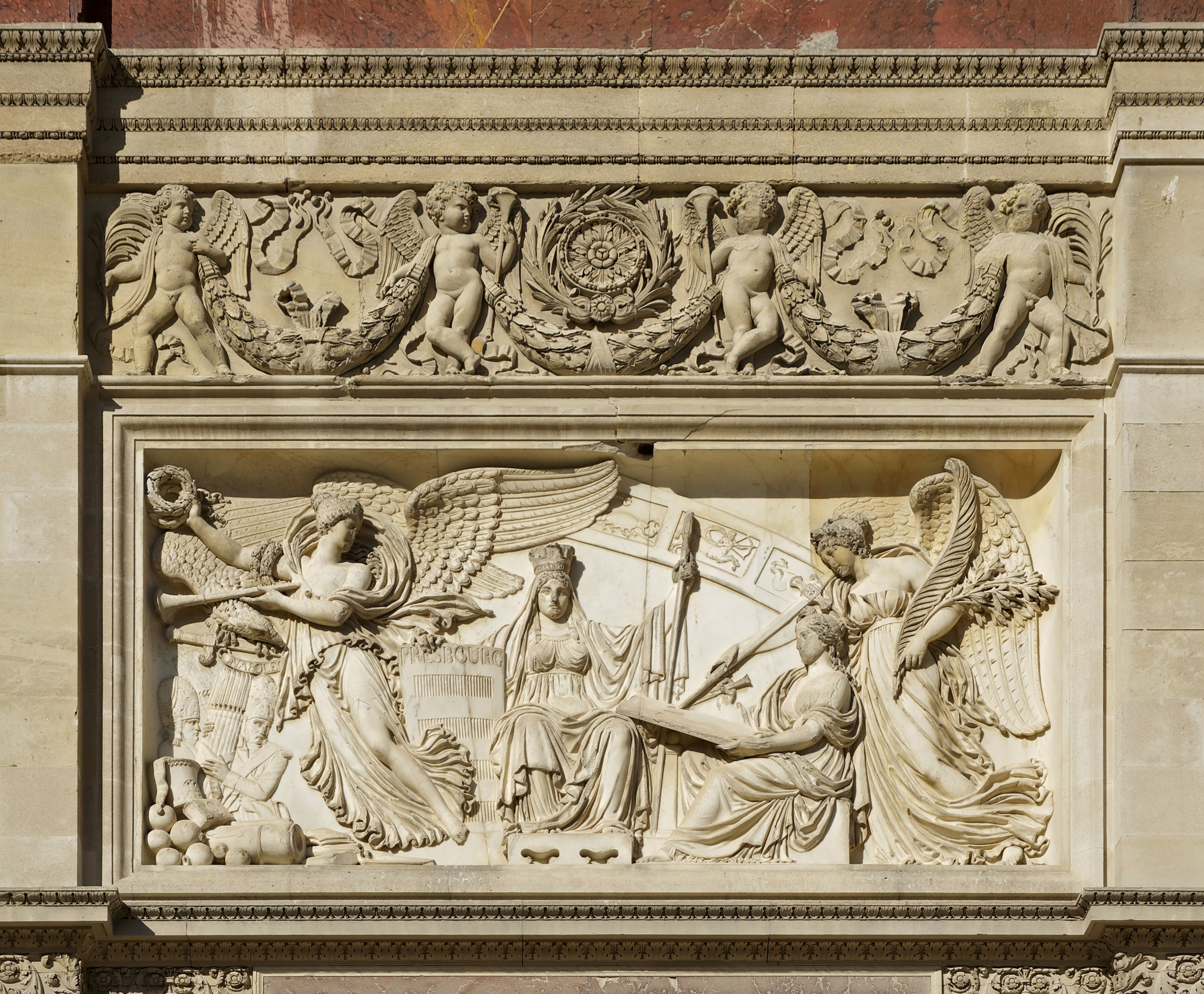
Alegoria da Paz de Pressburg (1985), com a figura da direita carregando um ramo de palmeira no Arco do Triunfo do Carrossel.
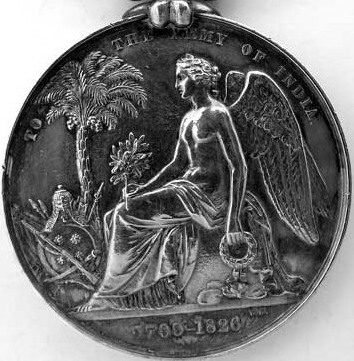
Medalha do Exército da Índia (reversa), com palmeira no fundo, criada em 1851
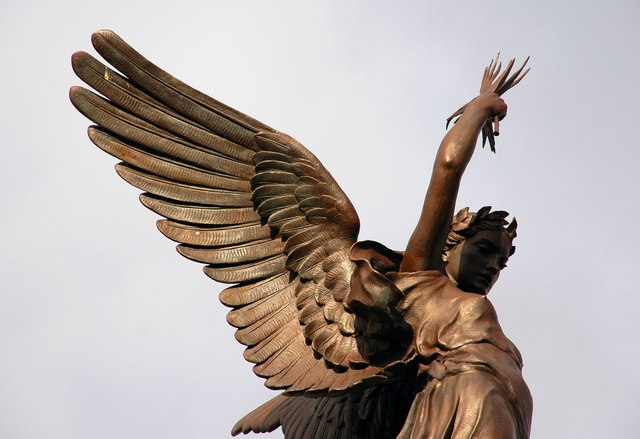
Paz Vitoriosa segurando um ramo palma, memorial da I Guerra Mundial, Lurgan, Irlanda Norte